# Guanajay
Guanajay é um município de Cuba pertencente à província de Artemisa.